# Río San Francisco (Arizona)
El río San Francisco (en inglés: San Francisco River, en español) es un río de 256 kilómetros de longitud  en el suroeste de los Estados Unidos de América. Es el mayor tributario del curso alto del río Gila. El río nace en Arizona y se interna en Nuevo México antes de girar y mezclarse con el río Gila en el cauce bajo a la altura de Clifton, Arizona.